# 十五張犁
十五張犁，是臺灣彰化縣線西鄉的一個地名，位於該鄉東北部。相較於今日行政區，其範圍大致為德興村不含東南端。

## 歷史
台灣清治末期至日治初期，十五張犁地區為一街庄，稱為「十五張犁庄」，隸屬於線西堡。該庄北與泉州厝庄為鄰，東與月眉庄為鄰，南邊為頂犁庄，西邊為下見口庄。
1901年（日治明治三十四年）11月，該庄隸屬於彰化廳。1909年（明治四十二年）10月，改隸屬於臺中廳。1920年（大正九年），該庄改制並改名為「十五張犁」大字，隸屬於臺中州彰化郡線西庄。
戰後線西庄改制為線西鄉，隸屬於彰化縣，大字亦改制為村。1950年7月，線西、新港（後改名伸港）分治，本地區仍屬線西鄉。

## 交通
縣道138甲線（中央路一段）是線西至和美的道路，大致以西北－東南走向經過十五張犁地區南部邊界，往西
可前往線西海邊接回縣道138號主線，往東可至和美市區西北邊接上縣道134號。縣道138甲線位於主線北側，兩者大致平行。